# Herman Georg Weidefalk
Herman Georg Weidefalk, född 10 oktober 1897 i Linköping död 10 november 1961 i Uppsala, var en svensk målare.
Weidefalk studerade konst i utlandet. Hans konst består av dekorativa landskap med fjällmotiv och skogspartier.